# Хромит калия
Хромит калия (Диоксохромат (III) калия) — соль калия и слабой несуществующей хромистой кислоты с формулой KCrO2. Также может рассматриваться как смешанный окисел K2O•Cr2O3. Твёрдое вещество зелёного цвета.

## Получение
Оксид хрома(III) при сплавлении с щелочью, карбонатом или оксидом калия образует хромит калия (в отсутствие окислителей):
{\displaystyle {\ce {Cr2O3 + 2KOH -> 2KCrO2 + H2O}}}

## Физические свойства
Хромит калия — твёрдое вещество зелёного цвета.
Гигроскопичен.
При поглощении влаги из воздуха, медленно теряет массу и постепенно превращается в полутвёрдую субстанцию.

## Химические свойства
Растворяется в кислотах:
При недостатке кислоты образуется гидроксид хрома (III):
{\displaystyle {\ce {4KCrO2 + HCl + H2O -> Cr(OH)3 + KCl}}}
В избытке кислоты гидроксид хрома (III) не образуется:
{\displaystyle {\ce {KCrO2 + 4HCl -> CrCl3 + KCl + 2H2O}}}
{\displaystyle {\ce {KCrO2 + 4HNO3 -> Cr(NO3)3 + KNO3 + 2H2O}}}
{\displaystyle {\ce {2KCrO2 + 4H2SO4 -> Cr2(SO4)3 + K2SO4 + 4H2O}}}
Под действием избытка воды гидролизуются:
{\displaystyle {\ce {KCrO2 + 2H2O -> Cr(OH)3v + KOH}}}
Окисляется бромом в щелочной среде:
{\displaystyle {\ce {2KCrO2 + 3Br2 + 8KOH -> 2K2CrO4 + 6KBr + 4H2O}}}

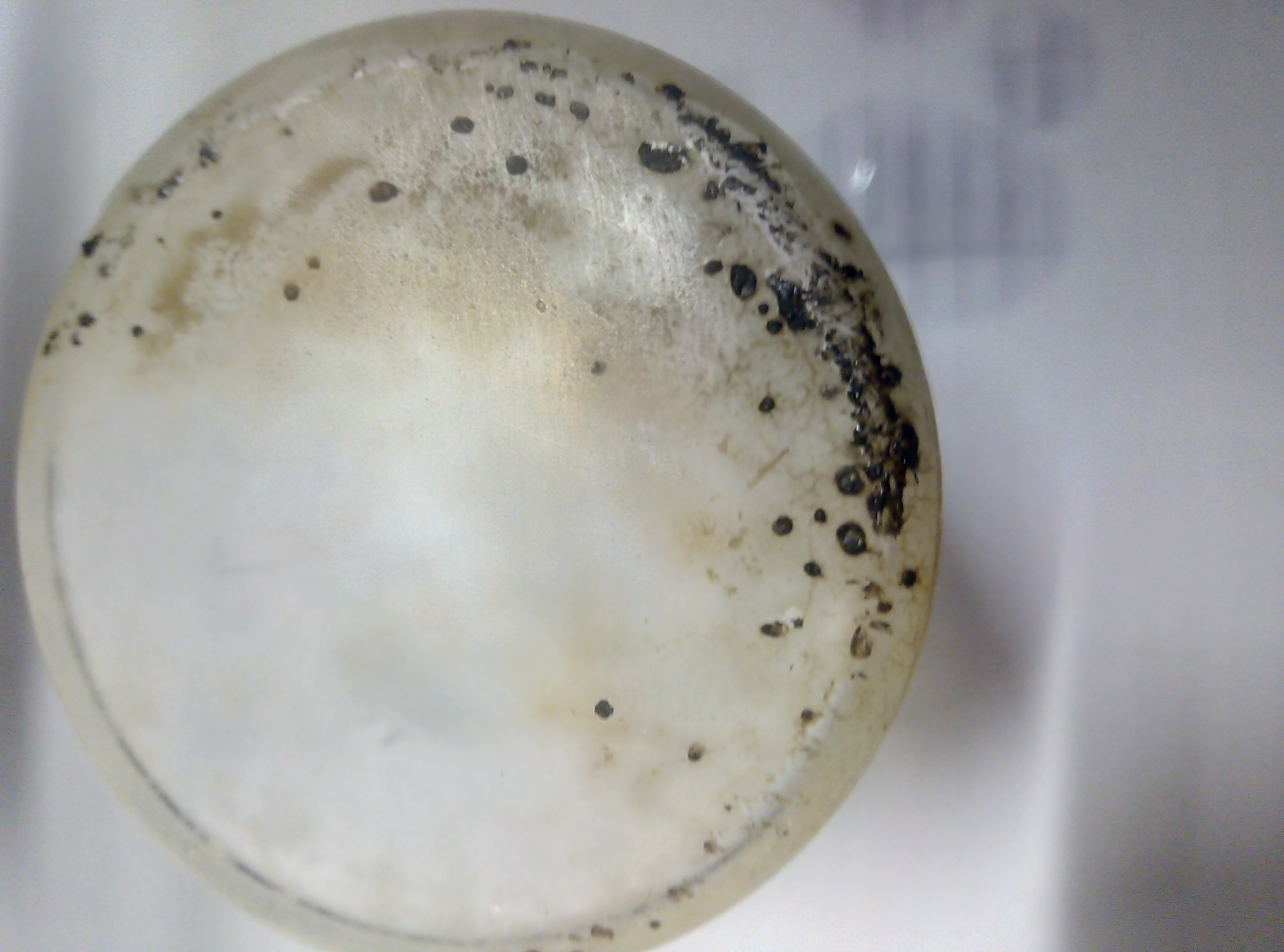
Коррозия хромита калия

Обладает сильными коррозийными свойствами.